# Lô-cut tính trạng số lượng

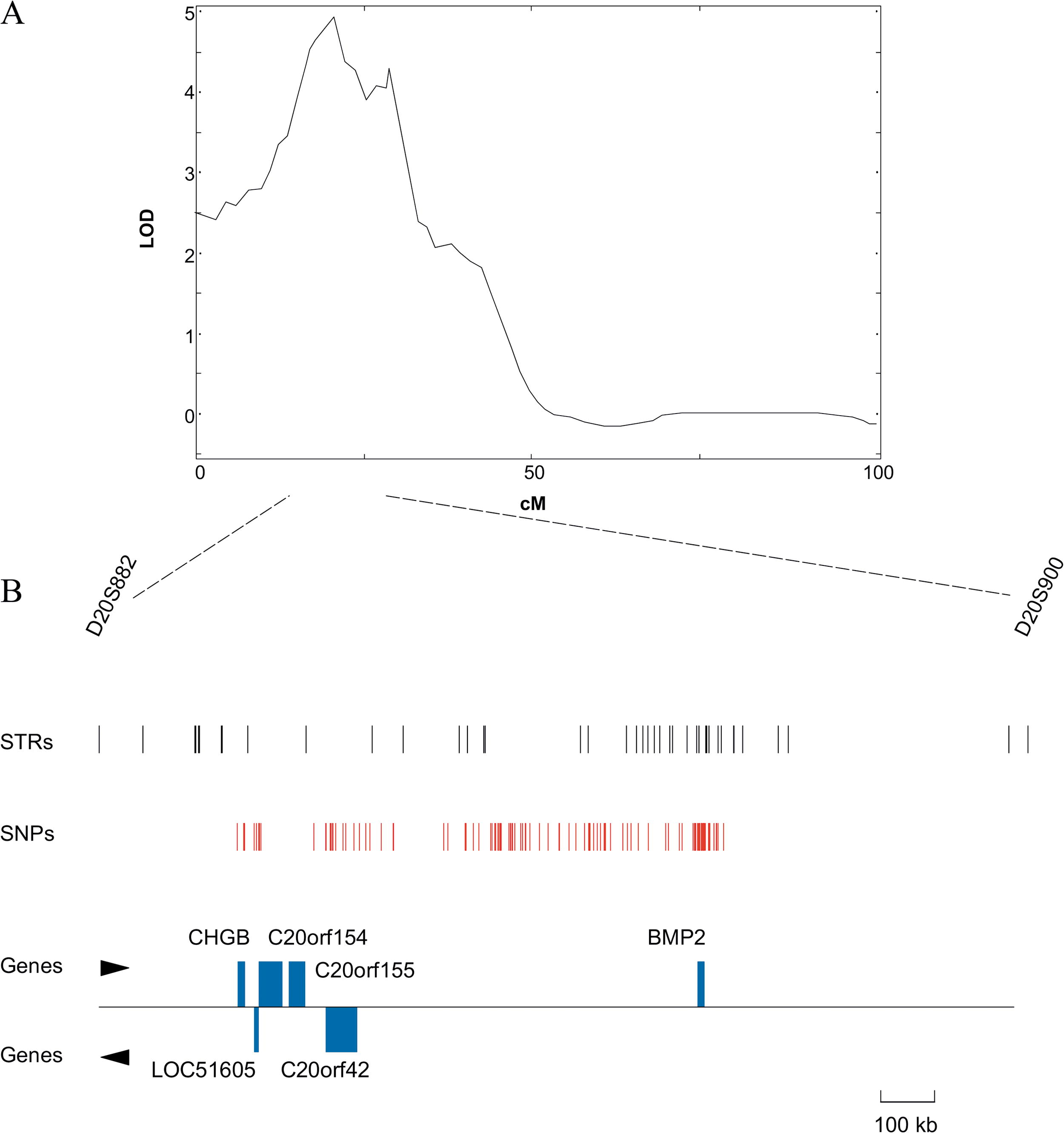
Hình 1: Ví dụ về lô-cut tính trạng số lượng trên nhiễm sắc thể số 20 của người gây loãng xương.

Lô-cut tính trạng số lượng là một hoặc nhiều lô-cut gen quy định kiểu hình thuộc về tính trạng số lượng của sinh vật.,  Trong di truyền học, loại tính trạng số lượng là loại tính trạng có thể đo lường được., 

## Tổng quan
- Loại tính trạng số lượng (quantitative trait) thường phụ thuộc vào hoạt động tương tác của nhiều gen với nhau và với môi trường. Do đó, kiểu hình những tính trạng này thường khác nhau giữa các cá thể cùng loài, luôn thay đổi trị số trong một phạm vi nhất định, nên tạo ra sự phân bố các giá trị kiểu hình liên tục trong quần thể.[5] Ví dụ như chiều cao cơ thể người, nếu ta đo và có kết quả đo chính xác của một số lượng người cùng lứa, đủ nhiều, thì có thể thu được số liệu khác nhau, nhưng biến đổi này chỉ ở phạm vi nhất định và những người có chiều cao trung bình luôn chiếm ưu thế về số lượng. Khi xây dựng một đồ thị biểu diễn, trong đó trục tung là số lượng người (hoặc tỉ lệ% ở quần thể, nghĩa là tần số), còn trục hoành là chiều cao thực tế đo được (là biến số) thì có thể thu được đồ thị như ở hình 2. Loại tính trạng này còn gọi là đặc điểm định lượng và giữa các trị số đo lường thường có trị số trung gian, nên tạo ra một "phổ" gọi là dãy biến dị liên tục. Loại tính trạng số lượng thường được hiểu nôm na là tính trạng có thể "cân, đong, đo, đếm", còn di truyền học mô tả chúng là loại tính trạng đa gen (polygenic trait), quá trình di truyền các gen này và biểu hiện của chúng là phức tạp.
- Nghịch nghĩa với tính trạng số lượng là tính trạng chất lượng (qualitative trait).[6], [7] Loại này còn được gọi là đặc điểm định tính, thường không đo lường được và không có dạng trung gian. Ví dụ, màu lá của cùng một loài cây có thể có màu đỏ hoặc màu lục nhưng không có loại lá "đỏ pha lục". Thông thường thì loại tính trạng này do một gen quy định, nghĩa là chúng thuộc loại tính trạng đơn gen (monogenic trait), ít phức tạp hơn, di truyền theo quy luật Mendel, tuy nhiên quá trình di truyền các gen này không hề đơn giản.[8]

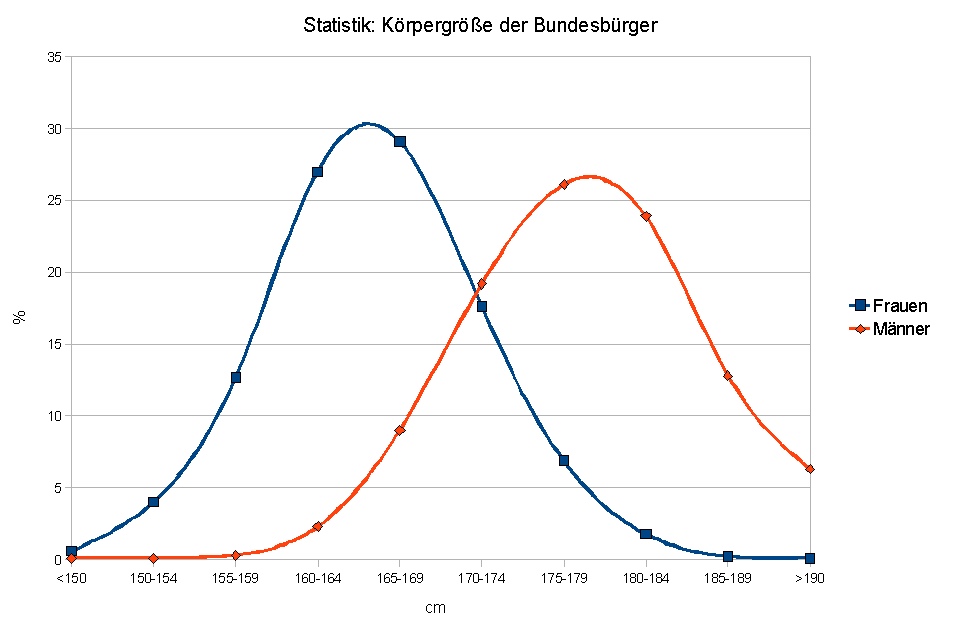
Hình 2: Kết quả thống kê chiều cao người (tư liệu của Wiki từ statista.org).

## Định nghĩa
- Lô-cut tính trạng số lượng là thuật ngữ dịch từ tiếng Anh: quantitative trait locus (IPA: /ˈkwɒntɪtətɪv treɪt ˈləʊkəs/, thường viết tắt: QTL) dùng để chỉ một hoặc nhiều lô-cut gen quy định tính trạng số lượng. Thuật ngữ tiếng Anh nói trên cũng có thể được dịch là lô-cut đặc điểm định lượng. Từ dưới đây trở đi, để cho ngắn gọn, tác giả bài này dùng chữ tắt QTL để chỉ lô-cut quy định tính trạng số lượng.
- Vì một tính trạng số lượng thường là tính trạng đa gen, nên một QTL thường bao gồm nhiều gen và chiếm một khu vực nhất định trong bộ gen (genom) chịu trách nhiệm quy định sự hình thành cũng như biến đổi của tính trạng số lượng tương ứng. Như vậy, một QTL là một vùng nhiễm sắc thể cụ thể hoặc các lô-cut gen chứa các trình tự DNA đặc trưng liên quan đến tính trạng số lượng mà nó điều khiển.[9]
- Một khi đã xác định được QTL, nhà nghiên cứu hoàn toàn có khả năng xác định gen hoặc các gen cụ thể trong QTL đó, rồi dùng kỹ thuật đánh dấu phân tử theo dõi. Phương pháp này gọi là phép phân tích lô-cut tính trạng số lượng, thường gọi tắt là phương pháp QTL (QTL methodology) và giải trình tự các gen thực sự gây ra sự biến đổi tính trạng. Một kết quả giúp bạn hình dung về phương pháp này là đồ thị ở hình 1 cho biết ánh xạ một QTL gây ra bệnh loãng xương ở người định vị tại nhiễm sắc thể số 20.[10]

## Lược sử
- Các quy luật di truyền của Gregor Mendel được phát hiện lại vào năm 1900 và thời gian này được xem là năm khai sinh của di truyền học. "Nhân tố di truyền" mà Mendel giả định (nay gọi là gen) và khái niệm trội, lặn được các nhà khoa học nhanh chóng áp dụng. Tuy nhiên, trong 7 tính trạng của đậu Hà Lan mà ông đã nghiên cứu thì đã có 6 tính trạng chất lượng (màu hạt, màu quả, màu hoa, dạng hạt, dạng quả và vị trí hoa), còn chiều dài cây thì cũng chỉ có trội (cây dài) và lặn (cây ngắn) chứ không có biến đổi trung gian như tính trạng số lượng thông thường.
- Mặc dù sống cùng thời với G. Mendel, nhưng Charles Darwin không hề hay biết về khám phá của Mendel. Do đó chính Darwin đã quan sát thấy một số tính trạng của các nòi bồ câu nhà được thừa kế theo quy luật xác định, nhưng ông cũng không giải thích được rõ ràng những tính trạng này di truyền thế nào, mà chỉ vạch ra rằng các đặc điểm này được chọn bởi những người nuôi chim bồ câu, mà ông gọi là chọn lọc nhân tạo. Bởi thế cũng chưa giải thích biến đổi tính trạng số lượng trong tự nhiên cũng như tở vật nuôi, cây trồng.[11]
- William Ernest Castle đã có nỗ lực thống nhất các tư tưởng của Mendel với tư tưởng của Darwin bằng cách đưa ra ý tưởng rằng: các loài trở nên khác biệt với nhau là do xuất hiện "nhân tố Mendel" mới.[12] Ý tưởng này của Castle dựa trên kết quả quan sát về các tính trạng ở vật nuôi cây trồng có độ lệch lớn rất nhiều so với tính trạng tương ứng ở sinh vật hoang dã.[13] Tuy nhiên, công trình của Castle mới chỉ là một trong những công trình đầu tiên cố gắng thống nhất di truyền Mendel với tiến hóa Darwin. Gần ba mươi năm sau thì mới ra đời lý thuyết tiến hóa hoàn chỉnh hơn.
- Sewall Wright, vốn là sinh viên của Castle, đã phát hiện ra sư biến đổi định lượng bị ảnh hưởng bởi nhiều yếu tố khác nhau. Đặc biệt là ông đã thống nhất được di truyền Mendel với tiến hóa Darwin trong công lao xây dựng nên thuyết tiến hoá tổng hợp hiện đại, mà ngày nay giảng dạy ở mọi trường trung học và đại học chuyên ngành sinh học trên thế giới.[14]
- Sau các thành tựu trên, cùng với hàng loạt khám phá về bản chất gen và hoạt động của nó, người ta đã thấy rằng hầu hết các tính trạng số lượng là di truyền đa gen, thêm vào đó còn tương tác với môi trường.